# Liste der Einträge im National Register of Historic Places im Marinette County

Lage des Marinette County in Wisconsin

Die Liste der Einträge im National Register of Historic Places im Marinette County in Wisconsin führt alle Bauwerke und historischen Stätten im Marinette County auf, die in das National Register of Historic Places aufgenommen wurden.

## Aktuelle Einträge
| [ 2 ] | Name                                                    | Bild                               | Eintragsdatum        | Lage                                                                              | Ort              | Beschreibung |
| ----- | ------------------------------------------------------- | ---------------------------------- | -------------------- | --------------------------------------------------------------------------------- | ---------------- | --- |
| 1     | Amberg Town Hall                                        | Amberg Town Hall                   | 1981 ID-Nr. 81000048 | County Highway V 45° 30′ 9″ N, 87° 59′ 40″ W                                      | Town of Amberg   | 1894 im Queen Anne Style errichtetes Rathaus |
| 2     | Bijou Theatre Building                                  | Bijou Theatre Building             | 1993 ID-Nr. 93000159 | 1722–1726 Main Street 45° 5′ 58″ N, 87° 37′ 47″ W                                 | Marinette        | 1905 im neoklassizistischen Stil errichtetes Gebäude |
| 3     | Chautauqua Grounds Site                                 |                                    | 1997 ID-Nr. 97000367 | Adresse nicht veröffentlicht                                                      | Marinette        | Archäologische Stätte mit Fundstücken aus präkolumbischer Zeit                                                                                            |
| 4     | Dunlap Square Building                                  | Dunlap Square Building             | 1992 ID-Nr. 92000026 | 1821 Hall Street 45° 5′ 58″ N, 87° 37′ 55″ W                                      | Marinette        | Von 1890 bis 1902 im Queen Anne Style errichtetes Geschäftshaus                                                                                           |
| 5     | Independent Order of Odd Fellows-Lodge No. 189 Building |                                    | 1999 ID-Nr. 98001597 | 1335 Main Street 45° 5′ 42″ N, 87° 37′ 18″ W                                      | Marinette        | 1889 errichtetes Versammlungsgebäude des Independent Order of Odd Fellows                                                                                 |
| 6     | Lena Road School                                        | Lena Road School                   | 2002 ID-Nr. 02000415 | US 141 45° 2′ 19″ N, 88° 2′ 42″ W                                                 | Pound            | 1911 errichtete Einklassenschule; bis 1959 in Betrieb |
| 7     | Lauerman Brothers Department Store                      | Lauerman Brothers Department Store | 1992 ID-Nr. 92000027 | 1701–1721 Dunlap Square 45° 5′ 58″ N, 87° 37′ 51″ W                               | Marinette        | Von 1904 bis 1924 im Italianate-Stil errichtetes Kaufhaus                                                                                                 |
| 8     | F.J. Lauerman House                                     | F.J. Lauerman House                | 1979 ID-Nr. 79000094 | 383 State Street 45° 6′ 0″ N, 87° 38′ 21″ W                                       | Marinette        | 1901 errichtetes Wohnhaus des Kaufhausbesitzers Frank Lauerman                                                                                            |
| 9     | Milwaukee Road Depot                                    | Milwaukee Road Depot               | 2005 ID-Nr. 04001485 | 650 Hattie Street 45° 5′ 55″ N, 87° 38′ 17″ W                                     | Marinette        | 1903 errichtetes Bahnhofsgebäude der Milwaukee Road |
| 10    | Peshtigo Fire Cemetery                                  | Peshtigo Fire Cemetery             | 1970 ID-Nr. 70000037 | Oconto Avenue zwischen Peck Avenue und Ellis Avenue 45° 3′ 23″ N, 87° 45′ 15″ W   | Peshtigo         | Gräber der Opfer des Peshtigo Fire von 1871 einschließlich eines Massengrabes mit den Überresten von 300 Menschen, die nicht identifiziert werden konnten |
| 11    | Peshtigo Reef Light                                     | Peshtigo Reef Light                | 2007 ID-Nr. 07000404 | In der Green Bay des Michigansees vor Peshtigo Point 44° 57′ 31″ N, 87° 34′ 48″ W | Town of Peshtigo | 1936 errichteter Leuchtturm auf einer Sandbank vor der Mündung des Peshtigo River                                                                         |